# Zuzanna Hertzberg
Zuzanna Hertzberg (ur. 1981 w Warszawie) – polsko-żydowska artystka interdyscyplinarna, artywistka i badaczka.

## Twórczość
Na jej praktykę artystyczną składa się malarstwo, działania performatywne, tkanina oraz asamblaże. Jest autorką instalacji i kolaży wykorzystujących zasoby archiwalne. Artystkę interesuje problem przenikania się pamięci jednostkowej i kolektywnej, poszukiwanie tożsamości w mechanizmie zawłaszczania i odzyskiwania dziedzictwa blokowanych mniejszości, głównie kobiet, kwestie geopolityki i strategii marginalizowania niewygodnych narracji.
W 2018 r. otrzymała stopień doktora na Wydziale Grafiki Akademii Sztuk Pięknych w Warszawie. Ukończyła studia doktoranckie na Wydziale Sztuki Mediów pod opieką artystyczną prof. Leona Tarasewicza i prof. Krzysztofa Wodiczko. Dyplom z Wyróżnieniem Rektorskim ASP w Warszawie uzyskała w Pracowni Malarstwa prof. Leona Tarasewicza i dr hab. Pawła Susida. Jest także absolwentką Wydziału Grafiki i Malarstwa Akademii Sztuk Pięknych w Łodzi. Związana z Galerią Le Guern.

## Działalność artystyczna

### Wystawy indywidualne
2020
- Mechica. Chajka Grossman, działanie artywistyczne w rocznicę wybuchu Powstania w Getcie Białostockim, Białystok, Polska;
- Mechica. Bojowniczki Powstań w Getcie Warszawskim, działanie artywistyczne, Pomnik Bohaterów Getta – Pomnik Umschlagplatz, Warszawa, Polska;

2019
- Indywidualny i zbiorowy opór kobiet podczas Zagłady, Muzeum Historii Żydów Polskich POLIN w Warszawie (kuratorka Ewa Chomicka);

2018
- Warsztaty z Rewolucji, Portale horyzontalne, Teatr 8 Dnia, Poznań, Polska (działanie z Karoliną Kubik; kuratorka Agnieszka Róż)[9]
- Za wolność naszą i waszą (Ochotniczki Wolności), wizualny performance herstoryczny,  Muzeum Sztuki Nowoczesnej w Warszawie[10]

2017
- Ochotniczki Wolności, performance artywistyczny w ramach VI Festiwalu Oporu, Syrena, Warszawa, Polska[11]
- Kobiety o kobietach, wizualny performance herstoryczny w ramach Festivaltu, Kraków, Polska[12]

2016
- Zmienna niewiadoma, Galeria Le Guern, Warszawa, Polska[13]
- Ochotniczki wolności, projekt artystyczny i performance mówiony z Bożeną Keff (8 Międzynarodowa Konferencja Creating Alternatives for Jewish Women in Europe), Synagoga Pod Białym Bocianem, Wrocław, Polska[14]
- Dąbrowszczacy – wyklęci wśród wyklętych, akcja artystyczna, Grób Nieznanego Żołnierza w Warszawie, Polska[15]

2014
- שטילקייט, Próżna 14, Warszawa, Polska (w ramach 11. Festiwalu Kultury Żydowskiej Warszawa Singera)[16]
- Strażnicy Szabatu, Schomre Schabos, Stražci Šábesu, Dawna synagoga, Synagoga Szomre-Szabos w Czeskim Cieszynie[17]
- Jude, Татары,… Spokojna 15, Warszawa, Polska
- Wątpia, Galeria Monopol, Warszawa, Polska[18]

2013
- Wszędzie jest wszędzie, Młode Forum Sztuki Galerii Białej, Lublin, Polska[19]

### Wystawy zbiorowe
2021
- Inskrypcje tożsamości, Biuro Wystaw, Warszawa – wystawa w ramach Warsaw Gallery Weekend, (kuratorzy Sarmen Beglarian, Andrzej Wajs)
- Na początku był czyn!, Galeria Arsenał, Białystok (kuratorzy Post Brothers, Katarzyna Różniak)
- Women’s Business, Fundacja Profile, Warszawa (kuratorzy Bożena Czubak, Andrzej Wajs)

2020
- Trudna przeszłość. Połączone światy, Narodowe Muzeum Sztuki, Ryga, Łotwa (kuratorki Margaret Tali, Ieva Astahovska)[20]

2019
- Dotknij sztuki, Centrum Sztuki Współczesnej Zamek Ujazdowski, Warszawa, Polska[21]
- 100 FLAG na stulecie uzyskania praw wyborczych przez Polki, Galeria Awangarda BWA Wrocław, Wrocław, Polska[22]
- Miłość, Nadzieja, Wiara. Ku czci, Biuro Wystaw, Warszawa, Polska (kuratorzy Sarmen Beglarian, Sylwia Szymaniak)[23]
- Młode malarstwo polskie, Muzeum Narodowe w Gdańsku, Gdańsk, Polska (kurator Wojciech Zmorzyński)[24]
- 100 FLAG, Centralne Muzeum Włókiennictwa w Łodzi, Łódź

2018
- Niepodległe. Kobiety a dyskurs narodowy, Muzeum Sztuki Nowoczesnej, Warszawa[25]
- W Dzikiej Kocham się Wiśle, Gdańska Galeria Miejska, Gdańsk[26]
- 100 FLAG, Biuro Wystaw, Warszawa[27]
- Kavaleridze.RE:VISION, Muzeum Ivana Kavaleridze(inne języki), Kijów, Ukraina (kuratorka Victoria Danelyan)[28]
- Zuzanna Ginczanka. Tylko szczęście jest prawdziwym życiem, Centrum historii miejskiej Europy Środkowo-Wschodniej, Lwów, Ukraina (kuratorzy Sarmen Beglarian, Sylwia Szymaniak)[29]

2017
- Nowe/ Nowo odkryte, Galeria Le Guern, Warszawa[30]
- Mikrokosmos rzeczy: publiczne i prywatne życie kolekcji, Muzeum Warszawy, Warszawa[31]
- 43 Biennale Malarstwa Bielska Jesień 2017, Galeria Bielska BWA Bielsko – Biała[32]
- Plac Defilad: Krok do przodu, Festiwal Warszawa w Budowie 9, Muzeum Sztuki Nowoczesnej, Warszawa[33]
- Tunnel Below / Skyjacking Above, nGbK, Berlin, Niemcy[34]
- Co z tą abstrakcją?, Fundacja Stefana Gierowskiego, Warszawa[35]
- Minimal Impulse, Galeria balzer projects, Bazylea, Szwajcaria[36]
- Biennale de la Biche, Grand cul de sac marin, 97115, Gwadelupa[37]

2016
- Po wiecu, Galeria Studio, Warszawa[38]
- 10. Triennale małych form malarskich, Galeria Sztuki Wozownia, Toruń, Polska[39][40]

2015
- 42. biennale malarstwa Bielska Jesień, Bielsko-Biała, Polska[41]
- Colours for the planet, Palais de Nations, Genewa, Szwajcaria[42]
- Gwiazdy Czesko – Polskie, Kubik Gallery, Litomyśl, Czechy
- Porządek z chaosu, Galeria Le Guern, Warszawa, Polska[43]
- Colours for the planet, główna siedziba UNESCO, Paryż, Francja[42]
- Sto*Disegnando, Palazzo Coluccia, Specchia, Włochy[44]
- Ciała a rzeczy, Galeria Miejska, Wrocław, Polska[45]

2014
- Proponowany przedział czasu, Detenpyla Gallery, Użhorod, Ukraina[46]
- Postęp i higiena, Zachęta – Narodowa Galeria Sztuki, Warszawa, Polska[47]
- Sto Disegnando / Rysuję, Galeria V9, Warszawa, Polska[48]
- Closer to Gaza, Kuhlhaus, Berlin, Niemcy
- Widzialne, Galeria Spokojna, Warszawa, Polska
- Plener z Miłoszem, Galeria Spokojna, Warszawa, Polska

2013
- Dwufaza, Galeria Spokojna, Warszawa,
- No Budget Show %5, DKK, Lublin, Polska

2012
- AAAkupunktura, Galeria Kordegarda[49], Warszawa, Polska,
- Chora sztuka, Jerozolima, Warszawa, Polska,
- Rozstanie, Galeria Bielska BWA, Bielsko-Biała[50], Polska

2011
- COMING OuT – Najlepsze dyplomy ASP w Warszawie, Siedziba orkiestry Sinfonia Varsovia, Warszawa, Polska[51]
- DyploMY, Bochenska Gallery, Warszawa, Polska[52]
- Artyści Sokratowi, Tryjaloh, Galeria Krynki, Krynki, Polska

### Stypendia i wyróżnienia
2020-21      
- The Vivian J. Prins Foundation Artistic Residency at the Center for Jewish History, Nowy Jork, USA;

2019- 2020 
- Tarbut, program organizowany przez Joint Distribution Committee (JDC), Warszawa, Polska;

2018
- Kavaleridze.RE:VISION, międzynarodowa rezydencja artystyczna w Kijowie, Ukraina

2017
- Retreat for Jewish Artists organizowany przez Asylum Arts i Muzeum Historii Żydów Polskich POLIN w Warszawie

2014
- Reprezentantka Polski na 4 Biennale UNESCO – ART CAMP 2014 Kolory Planety, Andora.
- Uczestniczka warsztatów Innovating Science Communication at Medical Museums 2014, Lejda, Holandia

2012–2013
- Stypendystka z Projektu Międzyuczelniana Specjalność Multimedialna

2013 i 2014
- Stypendystka Funduszu Popierania Twórczości Przy Stowarzyszeniu Autorów ZAIKS

### Kolekcje instytucjonalne
- Kolekcja Sztuki Nowoczesnej Muzeum Narodowe, Gdańsk, Polska
- Kolekcja sztuki PKO Banku Polskiego, Polska
- Art tank Collection, Polska[53]
- UNESCO, Paryż, Francja
- FEDA, Andorra
- Fundacja Tutelar, Andorra